# 清田文章
清田 文章（きよた ふみあき、1967年8月9日 - ）は、愛媛県出身の元プロ野球選手（捕手）。
現在は、オリックス・バファローズのブルペン捕手。

## 来歴・人物
武庫荘高から、1985年オフにドラフト外で近鉄バファローズに入団。
一軍公式戦への出場のないまま、1992年限りで現役を引退。（1990年は選手登録を外れた）
引退後は、ブルペン捕手となり球団に残った。近鉄が消滅した以降もオリックス・バファローズに移り、ブルペン捕手を務めている。
現役引退直後の1993年から背番号112を31年以上に渡って着用し続けており、2023年7月22日にはユニフォームを忘れた山岡泰輔が清田のユニフォームを借りて登板した。

## 詳細情報

### 年度別打撃成績
- 一軍公式戦出場なし

### 背番号
- 62 （1986年 - 1992年）
- 112 （1993年 - ）